# Sigara stagnalis
Sigara stagnalis är en insektsart som först beskrevs av Leach 1817.  Sigara stagnalis ingår i släktet Sigara, och familjen buksimmare. Arten är reproducerande i Sverige.